# میکده قزوین
میکده قزوین یک کارخانه الکل سازی و تولید مشروبات الکلی پیش از انقلاب سال ۱۳۵۷ در ایران بود که اکنون به نام بیدستان معروف می‌باشد و تولیدات سرکه الکل دارد.
نوعی مشروب الکلی یا ودکا در این کارخانه تولید می‌شد که به عرق ۵۵ معروف بود به دلیل نشان سگ، در فرهنگ عامه عرقسگی یا عرق سگی هم شناخته می‌شد.

## حمله به کارخانه در جریان انقلاب
در بعدازظهر روز ۹ دی ۱۳۵۷ اعتراضاتی در شهر قزوین برگزار شد و به‌طور کلی شهر متشنج بود که در خلال آن یک سینما و مشروب فروشی و چند شعبه بانک به آتش کشیده شد.
در این روز کارخانه میکده قزوین و چند منزل مسکونی افسران ارشد پادگان مورد حمله قرار گرفته و به آتش کشیده شد.